# Verstrickung
Verstrickung ist in der Rechtswissenschaft die dauerhafte Verbindung eines Rechtsobjekts durch einen besonderen Rechtsakt, die nur durch einen gleichartigen und gleichrangigen Rechtsakt wieder gelöst werden kann (Entstrickung).

## Steuerrecht und Handelsrecht
Verstrickung ist die Umsetzung des Gedankens des wirtschaftlichen Eigentums, ohne tatsächlich Eigentumsveränderungen vorzunehmen, indem man ein Rechtsobjekt desselben Rechtsinhabers einem bestimmten Vermögensbereich – meist dem Betriebsvermögen – zuordnet. Die im Betriebsvermögen verbundenen Vermögensgegenstände dienen ausschließlich dem Betrieb und nicht anderen Zwecken, sie werden daher für die Anwendung bestimmter Gesetze quasi separiert, auch wenn sie nicht im Übrigen separiert sind und etwa ein Sondervermögen bilden. 
Entnimmt der Inhaber ein solches Objekt aus dieser Vermögensmasse – was er jederzeit kann – löst er jedoch die hergestellte Zuordnung (Entstrickung) und die bestehende Anwendbarkeit dieser Gesetze.
Beispiel
Ein selbständiger Taxifahrer schafft mit privaten Mitteln ein Auto an und nutzt es ausschließlich in seinem Taxibetrieb. Damit mindert er sein Privatvermögen um die entnommenen Mittel und erhöht sein Betriebsvermögen um den Anschaffungswert, sein Gesamtvermögen bleibt konstant. Nach Jahren nutzt er das Auto nur mehr für private Zwecke. Rechtsfolgen können sein am Anfang eine Sacheinlage in das Betriebsvermögen und später eine Entnahme (= Entstrickung). Ist der Zeitwert des Autos bei der Entnahme höher als der Buchwert, entsteht ein Entnahmegewinn.
Entstrickung beschreibt auch den Fall, dass ein Wirtschaftsgut aus der inländischen Besteuerung ausscheidet, so dass spätere Werterhöhungen nicht mehr der deutschen Steuer unterworfen werden können.
Entstrickungstatbestände enthalten § 4 Abs. 1 Satz 2 Einkommensteuergesetz (EStG), § 12 Körperschaftsteuergesetz und § 6 Außensteuergesetz. Ein weiterer Entstrickungstatbestand findet sich in § 21 Abs. 2 Nr. 2 Umwandlungssteuergesetz: Wird Betriebsvermögen zum Buchwert gegen Gesellschaftsrechte in eine Kapitalgesellschaft eingebracht, bleiben diese Gesellschaftsanteile mit der Besteuerung verstrickt. Werden diese Gesellschaftsanteile veräußert, unterliegt der Veräußerungsgewinn der Besteuerung nach § 16 EStG – die Besteuerung der Gesellschaftsanteile wird entstrickt. Die Entstrickung kann in diesem Fall aber auch gezielt – z. B. auf Antrag – herbeigeführt werden.

## Zwangsvollstreckungsrecht
Verstrickung ist die Beschlagnahme einer Sache, einer Forderung oder eines anderen Vermögensrechts durch hoheitlichen Akt im Rahmen einer Pfändung durch den Gerichtsvollzieher, Vollziehungsbeamten oder das Vollstreckungsgericht. Sie entzieht im Interesse der Befriedigung des Gläubigers dem Schuldner die Verfügungsmacht über die Sache. Diese geht auf den Staat über. Es entsteht ein behördliches Veräußerungsverbot im Sinne des § 136 BGB. Der Schuldner darf den gepfändeten Gegenstand nicht mehr veräußern, verschenken oder wegschaffen (Inhibitorium). Strafrechtlich ist die Verstrickung durch § 136 StGB (Verstrickungsbruch) – der allerdings nur Sachen betrifft – geschützt und mit Strafe bewehrt.
Zugleich mit der Verstrickung entsteht zumindest bei einer rechtmäßigen Pfändung ein Pfändungspfandrecht an dem gepfändeten Gegenstand, auf Grund dessen der Gläubiger das Recht hat, sich aus dem gepfändeten Gegenstand nach den Vorschriften des Vollstreckungsrechts zu befriedigen. 
Die Verstrickung endet mit Aufhebung der Pfändung oder mit Verwertung der gepfändeten Sache und Ablieferung des Erlöses an den Gläubiger.